# Romain du Roi
Le Romain du roi, aussi appelé Grandjean, est une police de caractères développée en France de 1692 à 1745, commissionnée par le roi Louis XIV, en 1692, pour être utilisée par l’Imprimerie royale. Elle a été utilisée pour la première fois en 1702. Ces premiers poinçons ont été gravés par Phillippe Grandjean dont le nom est aussi utilisé pour désigner la police.

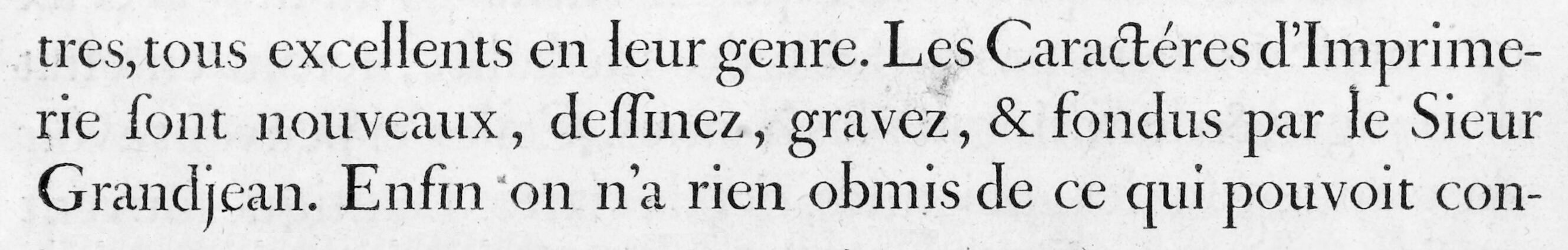
Texte imprimé en 1702 avec le caractère Grandjean, fonte de l’Imprimerie nationale, reconnaissable à l’ergot du l minuscule ou au double empattement des hampes supérieures.

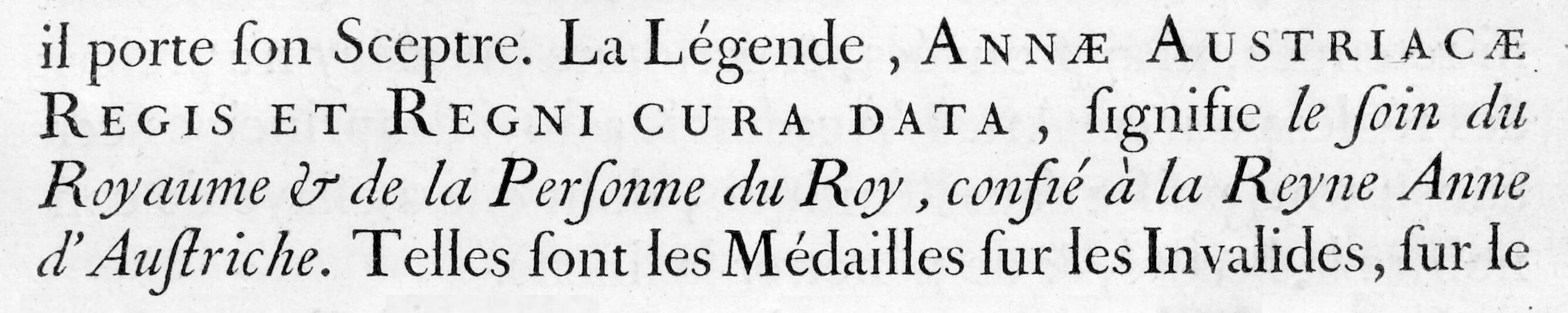
Texte imprimé en 1702 avec le caractère Grandjean, fonte de l’Imprimerie nationale, avec les caractères de petites capitales et les caractères italiques.

Les caractères romains de l’Imprimerie royale sont complétés par Louis-René Luce, de 1740 à 1745, avec Jean Alexandre. Ces caractères sont redessinés et remplacés par les caractères Didot de Firmin Didot en 1811, Jacquemin en 1818, et Marcellin Legrand en 1825.